# (817) Annika
Pour les articles homonymes, voir Annika.
(817) Annika est un astéroïde de la ceinture principale découvert le 6 février 1916 par l'astronome allemand Max Wolf.
Sa désignation provisoire était 1916 YW.